# The Law North of 65
The Law North of 65 est un film muet américain réalisé par Colin Campbell et sorti en 1917.

## Fiche technique
- Réalisation : Colin Campbell
- Scénario : Tom Mix
- Date de sortie : États-Unis : 6 octobre 1917

## Distribution
- Bessie Eyton
- Joe King
- Tom Mix
- Wheeler Oakman